# 라틴아메리카–미국 관계
역사적으로 볼 때 라틴아메리카의 여러 국가와 미국 간의 양자 관계는 때로는 강력한 지역 협력으로 정의되고 다른 국가에서는 경제적, 정치적 긴장과 경쟁으로 가득 찬 다면적이고 복잡하다. 미국 정부와 대부분의 라틴 아메리카 사이의 관계는 1800년대 후반 이전에는 제한적이었지만 지난 세기의 대부분 동안 미국은 비공식적으로 라틴 아메리카의 일부를 자신의 영향력 범위 내에 있는 것으로 간주해 왔다. (1947–1991), 서반구 에서의 영향력을 놓고 소련 과 적극적으로 경쟁했다.
오늘날 미국과 라틴 아메리카 대부분의 관계는 일반적으로 우호적이지만 양측 사이에는 여전히 긴장 관계가 남아 있다. 라틴 아메리카는 미국에 석유를 가장 많이 공급하는 외국이자 가장 빠르게 성장하는 무역 상대국이자, 문서화되거나 그렇지 않은 모든 불법 약물 및 이민의 최대 출처이며, 이 모든 것이 지역과 지역 간의 지속적으로 발전하는 관계를 강조한다.
19세기 말까지 미국은 주로 가까운 멕시코 및 쿠바 (멕시코와 스페인 식민지인 쿠바는 제외)와 특별한 관계를 유지했으며, 이 지역은 주로 영국과 경제적으로 연결되어 있었다. 미국은 1820년경 스페인 식민지가 떨어져 독립하게 된 과정에 관여하지 않았다. 영국과 협력하고 도움을 받아 미국은 1823년에 먼로 교리를 발표하여 라틴 아메리카에 유럽의 식민지를 추가로 건설하는 것에 대해 경고했다.
미국 식민지가 정착한 텍사스는 1836년 멕시코로부터의 독립을 위해 성공적인 전쟁을 치렀다. 멕시코는 독립을 인정하지 않고 미국에 합병되면 전쟁을 의미한다고 경고했다. 1845년에 합병이 되었고 1846년에 멕시코-미국 전쟁 이 시작되었다. 미군은 쉽게 승리했다. 결과는 멕시코 분할이었다. 약 60,000명의 멕시코인이 영토에 남아 미국 시민이 되었다. 프랑스는 미국 남북 전쟁 (1861~65)을 이용하여 제2차 프랑스 개입 기간 동안 멕시코를 점령했다. 유럽전 패배로 , 프랑스는 군대를 철수시켰고,  막시밀리아노 1세는 베니토 후아레스가 이끄는 공화당(미국의 지원)에게 패배할 수밖에 없었다.
1895년 과야나 에스키바의 앵글로-베네수엘라 경계 분쟁은 처음으로 미국의 대외 정책, 특히 미주 지역에서 미국을 세계 강국으로 표시하는 더 외향적인 정책을 주장했다. 이것은 먼로 교리에 따른 근대적 개입주의의 초기 사례였다.  19세기 후반에 이르러 미국의 급속한 경제 성장은 라틴 아메리카를 점점 더 어렵게 만들었다. 범미연합(Pan-American Union)은 미국의 보호 아래 만들어졌지만, 그 후계자인 미주기구(Organization of American States)처럼 거의 영향을 미치지 않았다.

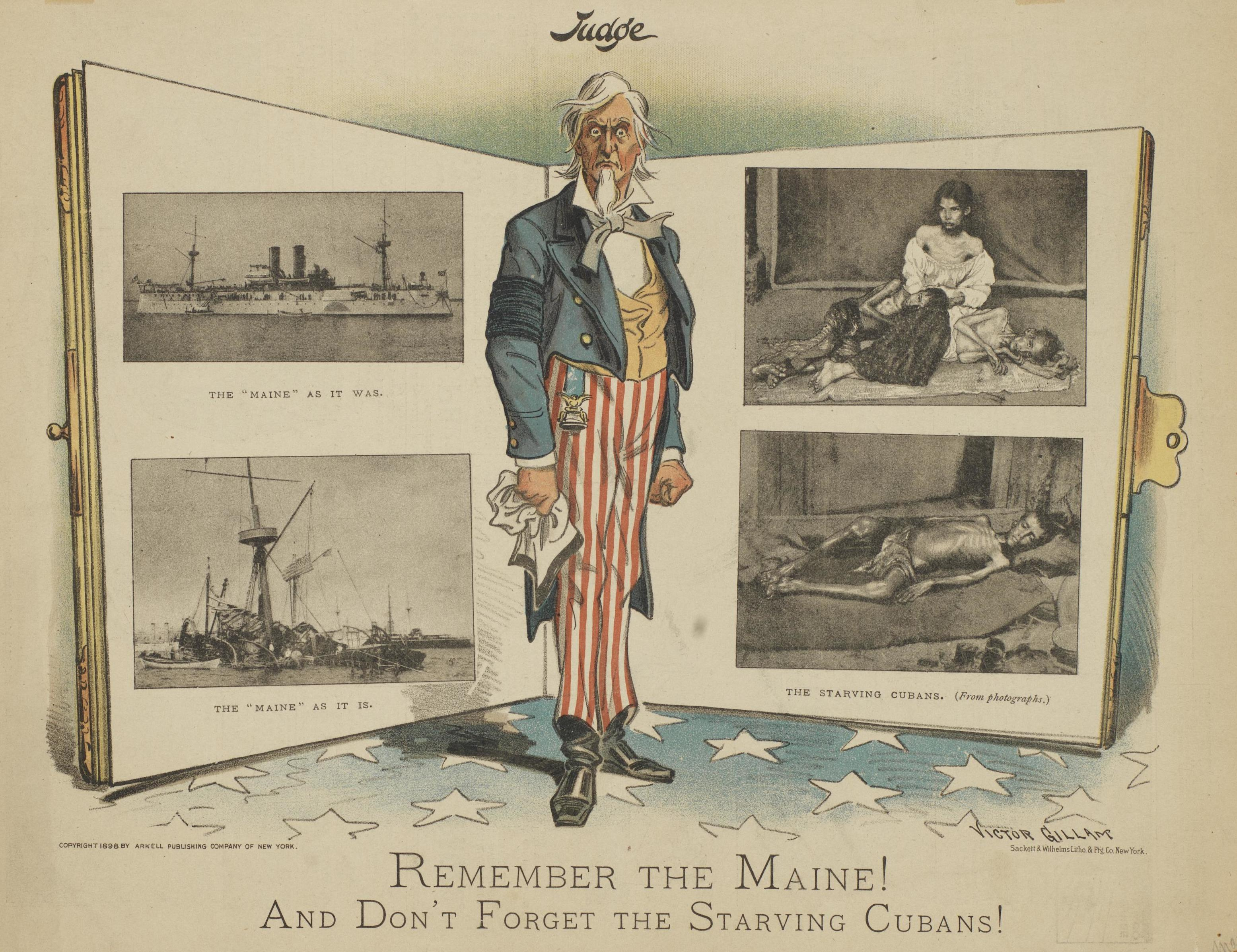
1898년에 출판된 미국 만화: " 메인 을 기억하십시오! 그리고 굶주린 쿠바인들을 잊지 마세요!"

1890년대 쿠바의 불안이 고조되자 미국은 스페인이 성취할 수 없었던 개혁을 요구했다. 그 결과 1898년 스페인-미국 전쟁 에서 미국이 푸에르토리코를 인수하고 1901년 육군 세출 법안 의 일부로 통과된 Platt Amendment 규칙에 따라 쿠바에 보호령을 세웠다. 파나마 운하 건설은 1903년부터 미국의 관심을 흡수했다. 미국은 반란을 촉발하여 파나마를 콜롬비아로부터 독립시켰고 파나마 운하 지대를 미국인이 소유하고 운영하는 지역으로 설정하여 마침내 1979년에 파나마로 반환되었다. 운하는 1914년에 개통되어 세계 무역의 주요 요인이 되었다. 미국은 독일의 위협을 포함하여 파나마 운하에 대한 군사적 접근을 보호하는 데 특별한 주의를 기울였다. 반복적으로 여러 국가, 특히 아이티와 니카라과의 재정을 일시적으로 장악했다.
멕시코 혁명은 1910년에 시작되었다. 그것은 멕시코 광산과 철도에 투자한 미국 기업의 이익을 경악하게 했다. 멕시코 혁명에 대한 미국의 개입 에는 다른 주권 침해 중 대사가 쿠데타를 지원하고 대통령 프란시스코 I. 마데로를 암살 하고 베라크루스를 군사적으로 점령한 것이 포함된다. 많은 수의 멕시코인들이 전쟁으로 피폐해진 혁명을 피해 미국 남서부로 이주했다. 한편, 미국은 점점 더 영국을 대체하여 라틴 아메리카 전역의 주요 무역 파트너이자 재정 지원국이 되었다. 미국은 1930년대에 '좋은 이웃 정책( Good Neighbor Policy )'을 채택했는데, 이는 정치적 상황이나 독재에 상관없이 우호적인 무역 관계가 지속된다는 것을 의미했다. 이 정책은 지역 불간섭 선언에 대한 라틴 아메리카의 오랜 외교적 압력과 중앙 아메리카와 카리브해에서 미국이 점령하는 데 대한 저항과 비용 증가에 대응했다. 두 차례의 세계 대전의 한 가지 효과는 라틴 아메리카에서 유럽인의 존재가 감소하고 미국의 입지가 더욱 굳건해졌다. 프리드먼과 롱은 "1823년에 주제넘은 주제로 반구가 유럽 열강에게 폐쇄되었다는 먼로 교리의 선언은 적어도 군사 동맹 측면에서 제1차 세계 대전 직전에 효력을 발휘했다"고 지적했다. 미국은 제2차 세계 대전 에서 독일 과 일본에 대항하여 주요 국가들을 동맹국으로 서명했다. 그러나 아르헨티나, 칠레, 에콰도르, 파라과이, 우루과이, 베네수엘라 와 같은 일부 국가는 1945년에만 추축국에 선전포고를 했다(대부분은 이전에 관계가 단절되었지만). 좋은 이웃 정책의 시대는 미국이 소련의 영향과 공산주의의 잠재적 부상으로부터 서반구를 보호할 더 큰 필요성을 느꼈기 때문에 1945년 냉전의 고조와 함께 끝났다. 이러한 변화는 좋은 이웃 정책의 기본 원칙인 불간섭과 충돌했고 라틴 아메리카 문제에 대한 미국 개입의 새로운 물결을 일으켰다. 1950년대에 미국은 과테말라(1954), 쿠바(1961), 가이아나(1961~64), 칠레(1970~73), 니카라과(1981~90), 도미니카 공화국 (1965), 그레나다 (1983), 파나마 (1989)에 대한 전면적인 군사 침공"
냉전 초기 10년 동안 미국과 라틴 아메리카 엘리트 사이에는 반공주의를 중심으로 한 비교적 높은 수준의 합의가 있었지만 경제 정책의 방향에는 차이가 있었다. 냉전이 끝난 후 수십 년 동안 역사가 Tanya Harmer가 "미간 냉전" 언급한 지역, 미국-라틴 아메리카 및 세계 냉전 차원이 겹치는 분쟁에서 더 높은 수준의 폭력이 발생했다. 1959년 이후 쿠바에서 카스트로의 혁명이 소비에트 공산주의로 바뀌면서 혁명에 대한 반응은 라틴 아메리카 전역에서 상당히 다양했지만 쿠바는 미국에서 소외되었다. 침략 시도는 실패했고 1962년 냉전이 절정에 달했을 때 소련이 미국의 침략으로부터 쿠바를 방어하기 위해 쿠바에 핵무기를 설치하면서 쿠바 미사일 위기 가 주요 전쟁을 위협했다. 위기는 또한 정부가 처음에 쿠바에 대해 거의 동정을 나타내지 않았던 라틴 아메리카 국가의 국내 정치를 뒤흔들었다. 침략은 없었지만 미국은 2015년까지 지속된 외교 관계 단절과 함께 유효한 쿠바에 대한 경제 보이콧을 부과했다. 미국은 또한 중앙 아메리카에서 좌파 정부의 부상을 위협으로 보았고, 어떤 경우에는 당시에 좌파가 되거나 미국의 이익에 비우호적이라고 인식된 민주적으로 선출된 정부를 전복했다. 예를 들면 1954년 과테말라 쿠데타, 1964년 브라질 쿠데타, 1973년 칠레 쿠데타, 니카라과의 콘트라 반군 지원이 있다. 1960년 이후 라틴 아메리카는 불법 마약, 특히 마리화나 와 코카인 을 부유한 미국 시장에 점점 더 많이 공급했다. 한 가지 결과는 마약 공급을 통제 하려는 멕시코와 중앙 아메리카의 다른 지역에서 폭력적인 마약 조직의 성장이었다. 1970년대와 1980년대에 미국은 라틴 아메리카의 폭력적인 반공 세력을 강력하게 지원했다. 1989~92년 소비에트 공산주의의 몰락은 공산주의 위협을 크게 종식시켰다. 북미자유무역협정 (NAFTA)은 1994년 발효되어 멕시코, 미국, 캐나다 간의 무역량을 극적으로 증가시켰다. 탈냉전 시대에 목사와 롱은 “민주주의와 자유무역이 공고히 된 것처럼 보였고, 마치 미국이 소용돌이에서 탈출구를 찾은 것처럼 보였다. 그러나 금세기의 첫 10년이 끝나감에 따라 그 예측은 시기상조로 보인다. 민주주의가 다시 위태로워지고, 자유 무역이 멈췄고, 역전될 위기에 처했으며, 소용돌이의 출구가 명확하게 표시되지 않았다."
21세기 초에 몇몇 좌파 정당은 핑크 타이드( pink tide )로 알려진 기간 동안 라틴 아메리카에서 선거를 통해 권력을 얻었다. 고 우고 차베스 와 그의 후계자 니콜라스 마두로 치하의 베네수엘라는 특히 미국의 외교 정책에 대해 비판적이었다. 현재 니카라과, 볼리비아, 에콰도르  쿠바와 미국은 계속해서 존재하지 않는 관계를 유지하는 동안 정부는 때때로 베네수엘라와 협력하는 것으로 간주된다. 이 기간 동안 브라질, 페루, 파라과이, 아르헨티나, 우루과이와 같은 국가의 좌익 정부는 상당히 더 중도적이고 중립적이었다.
이 기간 동안 아르헨티나, 멕시코, 파나마, 칠레, 콜롬비아의 중도 우파 정부는 미국과의 긴밀한 관계를 추구했으며 멕시코는 라틴 아메리카에서 미국의 가장 큰 경제 파트너이자 캐나다와 중국에 이어 세 번째로 큰 무역 파트너였다. 미국은 1994년 캐나다, 멕시코와 체결한 북미 자유무역협정 (NAFTA)을 통해 멕시코와 가상 면세 무역을 하고 있다. 1994년 이후 미국은 2004년 칠레, 2007년 페루, 가장 최근에는 2011년 콜롬비아 및 파나마와 다른 주목할만한 자유 무역 협정을 체결했다. 2015년까지 미국과 베네수엘라 사이의 관계는 긴장 상태였다.
라틴 아메리카에서 미국으로의 대규모 이민은 20세기 후반부터 증가했다. 오늘날 미국 인구의 약 18%가 라틴계 미국인이다. 총 5천만 명이 넘는 사람들이 주로 멕시코와 중미 배경을 가지고 있다. 또한, 10개 이상의 백만 명의 불법 이민자가 미국에 살고 있다. , 대부분 라틴계 출신이다. 많은 사람들이 가족에게 돈을 돌려주고 출신 국가의 국내 경제에 상당한 기여를 한다. 미국으로의 대규모 이민은 주로 멕시코에서 이루어졌다. 쿠바, 엘살바도르, 도미니카 공화국, 과테말라 및 콜롬비아 에서 온 이민자 인구는 적지만 여전히 중요하지만 미국에 존재한다.
라틴 아메리카의 대부분은 여전히 미주 기구 일부이며 볼리비아, 쿠바, 에콰도르, 니카라과를 제외하고 반구 방위를 제공하는 리오 조약이라고도 알려진 미주상호원조조약에 구속되어 있다., 멕시코 및 베네수엘라, 모두 지난 10년 동안 조약에서 탈퇴했다.

## 같이 보기
- 미국 제국주의
- 미국의 해외 개입
- 미국의 외교 정책
- 미국의 대외 관계
- 아메리카 국가 기구